# 캄무안주
캄무안주(라오어: ຄໍາມ່ວນ 캄무안)는 라오스 중부에 위치한 주로, 주도는 타켁이며 면적은 16,315km2, 인구는 358,800명(2004년 기준), 인구밀도는 22명/km2이다.
북쪽으로는 볼리캄사이주, 남쪽으로는 사완나켓주와 접한다. 서쪽으로는 메콩강을 경계로 태국 나콘파놈주와 접하며 동쪽으로는 안남산맥을 경계로 베트남과 접한다.

## 인구
2005년 인구조사를 기준으로 337,314명의 인구가 있다.

## 행정구역
아래와 같이 9개의 현으로 구성되어 있다:
| 지도  | 코드         | 명칭        | 라오스어 |
| ----- | ------------ | ----------- | -------- |
|       |              |             |          |
| 12-01 | 타켁군       | ເມືອງທ່າແຂກ   |          |
| 12-02 | 마하사이군   | ເມືອງມະຫາໄຊ  |          |
| 12-03 | 농복군       | ເມືອງໜອງບົກ   |          |
| 12-04 | 히분군       | ເມືອງຫີນບູນ    |          |
| 12-05 | 욤말랏군     | ເມືອງຍົມມະລາດ |          |
| 12-06 | 부알라파군   | ເມືອງບົວລະພາ  |          |
| 12-07 | 나까이군     | ມືອງນາກາຍ    |          |
| 12-08 | 세방파이군   | ເມືອງເຊບັ້ງໄຟ  |          |
| 12-09 | 사이부아통군 | ເມືອງໄຊບົວທອງ |          |
| 12-10 | 쿤캄군       | ເມືອງຄູນຄຳ    |          |

## 교통
1920년대에 계획되어 중간까지 건설했다가 1930년대에 포기했던 무지아 고개를 통과하는 타켁-떤업 철도가 2007년 계획을 재개하여 베트남 남북선에 연결되어 남중국해와 이어지는 계획이 수립되었고, 아세안의 제안으로 비엔티안까지 더 연장하기로 했다.
타켁에 메콩강 건너편 태국의 나콘파놈 주에 걸친 배가 운항되고 있다. 그러나 태국과 라오스인 이외의 여행자는 사용할 수 없다.
2011년 11월 11일, 타켁 교외에 제3 타이-라오스 우정의 다리가 개통되었다.